# Please Hammer Don't Hurt 'Em
Albums
Let's Get It Started
(1988) Too Legit to Quit
(1991)
Singles
1. U Can't Touch This
Sortie : 1990
2. Have You Seen Her
Sortie : 1990
3. Pray
Sortie : 1990
4. Here Comes the Hammer
Sortie : 1991
5. Yo!! Sweetness
Sortie : 1991

Please Hammer Don't Hurt 'Em est le troisième album studio de MC Hammer, sorti le 12 février 1990.
Cet opus a connu un succès commercial très important notamment grâce au tube U Can't Touch This (classé numéro un au Hot R&B/Hip-Hop Songs). L'album comprend également trois autres singles qui ont connu un succès moindre mais notable comme Have You Seen Her, Pray ou encore Here Comes the Hammer.
L'album est resté classé numéro un pendant 21 semaines au Billboard 200 aux États-Unis. Il a été certifié disque de diamant par la RIAA le 15 avril 1991, après avoir vendu plus de 10 millions d'exemplaires aux États-Unis. Il est devenu officiellement le premier album de l'histoire du rap à avoir obtenu un disque de diamant. Il s'est écoulé au total à plus de 18 millions d'exemplaires dans le monde.
MC Hammer a également remporté le Grammy Award de la meilleure chanson R&B en 1991 pour le titre U Can't Touch This.

## Liste des titres
| No  | Titre                 | Auteur                            | Contient un (des) sample(s) de                                                | Durée |
| --- | --------------------- | --------------------------------- | ----------------------------------------------------------------------------- | ----- |
| 1.  | Here Comes the Hammer | MC Hammer                         | Super Bad de James Brown                                                      | 4:32  |
| 2.  | U Can't Touch This    | James, MC Hammer, Miller          | Super Freak de Rick James                                                     | 4:17  |
| 3.  | Have You Seen Her     | Acklin, MC Hammer, Record         |                                                                               | 4:42  |
| 4.  | Yo!! Sweetness        | MC Hammer                         | Your Sweetness Is My Weakness de Barry White Give It to Me Baby de Rick James | 4:36  |
| 5.  | Help the Children     | Gaye, MC Hammer                   | Mercy Mercy Me (The Ecology) de Marvin Gaye                                   | 5:17  |
| 6.  | On Your Face          | Bailey, Stepney, White            | On Your Face d'Earth, Wind and Fire                                           | 4:32  |
| 7.  | Dancin' Machine       | Davis, Fletcher, MC Hammer, Parks | I Got You (I Feel Good) de James Brown Dancing Machine des Jackson 5          | 2:55  |
| 8.  | Pray                  | MC Hammer, Prince                 | When Doves Cry de Prince                                                      | 5:13  |
| 9.  | Crime Story           | MC Hammer                         |                                                                               | 5:09  |
| 10. | She's Soft and Wet    | MC Hammer, Moon, Prince           | Soft and Wet de Prince                                                        | 3:25  |
| 11. | Black Is Black        | MC Hammer                         |                                                                               | 4:31  |
| 12. | Let's Go Deeper       | MC Hammer                         |                                                                               | 5:16  |
| 13. | Work This             | MC Hammer                         | Let's Work de Prince                                                          | 5:03  |